# Plasma (KDE 4)
Plasma is de desktop en gebruikersinterface van KDE 4, een versie van het K Desktop Environment. Het voegt qua functionaliteit de KDE3-onderdelen Kicker (paneel), KDesktop en SuperKaramba (widgetengine) samen tot een volledig geïntegreerde applicatie. Plasma is daardoor in principe het zichtbaarste onderdeel van KDE 4.

## Opvolging
Op 15 juli 2014  kwam KDE Plasma 5, de opvolger van deze versie uit.

## Bijzonderheden
Centraal in Plasma staan widgets en mini-programma's die samen Plasmoids genoemd worden, en op de desktop of in het paneel geplaatst kunnen worden. Een belangrijke eigenschap van Plasma is dat er geen echt onderscheid meer is tussen panelen, widgets en plasmoids, aangezien ze op dezelfde manier gemaakt en gebruikt kunnen worden. Het enige verschil tussen het paneel en de desktop met andere plasmoids is dat ze zogenaamde containments zijn, wat inhoudt dat het plasmoids zijn die in staat zijn om een ander plasmoid te bevatten.
De plasmoids kunnen in Javascript, Python of Ruby worden geschreven via de Kross scripting framework API van KDE 4, naast het obligate C++.
Deze plasmoids kunnen op een makkelijke manier worden geanimeerd en kunnen gebruikmaken van Scalable Vector Graphics voor een goede herschaalbare weergave. Alle Plasmoids hebben twee verschillende weergaven: een desktopweergave en een paneelweergave. Plasmoids kunnen van de desktop naar het paneel worden gesleept en omgekeerd. De plasmoid zal dan automatisch zijn weergave aanpassen.
Plasma is compatibel met de oude SuperKaramba widgets, Google Gadgets en de widgets van Apple Dashboard, ondersteuning voor de widgets van de webbrowser Opera zal later volgen.